# Demkî, Drabiv
Demkî (în ucraineană Демки) este localitatea de reședință a comunei Demkî din raionul Drabiv, regiunea Cerkasî, Ucraina.

## Demografie
Componența lingvistică a localității Demkî
     Ucraineană (98,32%)
     Rusă (1,58%)
     Alte limbi (0,11%)
Conform recensământului din 2001, majoritatea populației localității Demkî era vorbitoare de ucraineană (98,32%), existând în minoritate și vorbitori de rusă (1,58%).